# Hippopsis renodis
Hippopsis renodis là một loài bọ cánh cứng trong họ Cerambycidae.